# Лінійні кораблі класу «Саут Керолайна»
Лінійні кораблі класу «Саут Керолайна», «Південна Кароліна» (англ. South Carolina-class battleship) - клас лінкорів флоту США. Побудовано дві одиниці - «Саут Керолайна» та «Мічіган» (англ. Michigan). Перші дредноути американського флоту. Також були першими у світі спроектованими дредноутами, але через тривалість будівництва поступилися першістю із введення в дію британському «Дредноуту». Водночас стали першими у світі лінійними кораблями з лінійно-піднесеним розташуванням башт головного калібру.